# بيل مككولوك
بيل مككولوك (بالإنجليزية: Bill McCulloch)‏ هو لاعب كرة قدم أسترالية أسترالي، ولد في 7 نوفمبر 1872 في North Melbourne ‏ في أستراليا، وتوفي في 3 سبتمبر 1951 في ساوث ملبورن في أستراليا.

## وصلات خارجية
- بيل مككولوك على موقع AustralianFootball.com (الإنجليزية)
- بيل مككولوك على موقع AFLtables.com (الإنجليزية)